# Микулино (Крым)
Мику́лино (до 1948 года Бек-Кота́н-Конра́т; укр. Микулине, крымскотат. Bek Qotan Qoñrat, Бек Къотан Къонърат) — исчезнувшее село в Раздольненском районе Республики Крым, располагавшееся в центре района, в степной части Крыма, примерно в полукилометре восточнее современного села Молочное.

### Динамика численности населения
| - 1806 год — 99 чел. - 1864 год — 16 чел. - 1892 год — 13 чел. | - 1900 год — 131 чел. - 1915 год — 20/18 чел. - 1926 год — 21 чел. |

## История
Первое документальное упоминание села встречается в Камеральном Описании Крыма… 1784 года, судя по которому, в последний период Крымского ханства Татчи Конрат входил в Мангытский кадылык Козловскаго каймаканства. После присоединения Крыма к России (8) 19 апреля 1783 года, (8) 19 февраля 1784 года, именным указом Екатерины II сенату, на территории бывшего Крымского ханства была образована Таврическая область и деревня была приписана к Евпаторийскому уезду. После павловских реформ, с 1796 по 1802 год входила в Акмечетский уезд Новороссийской губернии. По новому административному делению, после создания 8 (20) октября 1802 года Таврической губернии, Бек-Котан-Конрат был включён в состав Хоротокиятской волости Евпаторийского уезда.
По Ведомости о волостях и селениях, в Евпаторийском уезде с показанием числа дворов и душ… от 19 апреля 1806 года в деревне Бек-котан-Конрат числилось 15 дворов, 93 крымских татарина, 3 цыган и 3 ясыров. На военно-топографической карте генерал-майора Мухина 1817 года деревня Букатан конрат обозначена с 14 дворами. После реформы волостного деления 1829 года Бекотан Конрат, согласно «Ведомости о казённых волостях Таврической губернии 1829 года» отнесли к Аксакал-Меркитской волости (переименованной из Хоротокиятской). На карте 1836 года в деревне 22 двора, как и на карте 1842 года.
В 1860-х годах, после земской реформы Александра II, деревню приписали к Биюк-Асской волости. Согласно «Памятной книжке Таврической губернии за 1867 год», деревня была покинута жителями, ввиду эмиграции крымских татар 1860—1864 годов, особенно массовой после Крымской войны 1853—1856 годов, в Турцию и представляла собой помещичью экономию без жителей. В «Списке населённых мест Таврической губернии по сведениям 1864 года», составленном по результатам VIII ревизии 1864 года, Бекетань-Конрат — владельческий хутор с 1 двором и 16 жителями при колодцах.
На трехверстовой карте 1865—1876 года обозначен хутор Бек-Котан-Конрат, без указания числа дворов. Согласно «…Памятной книжке Таврической губернии на 1892 год», в посёлке Бекотан-Конрад, входившем в Кадышский участок, было 11 жителей в 1 домохозяйстве.
Земская реформа 1890-х годов в Евпаторийском уезде прошла после 1892 года, в результате Бекотан-Конрат приписали к Коджанбакской волости. По «…Памятной книжке Таврической губернии на 1900 год» в усадьбе Бекотан-Конрат числился 131 житель в 5 дворах. По Статистическому справочнику Таврической губернии. Ч.II-я. Статистический очерк, выпуск пятый Евпаторийский уезд, 1915 год, в имении Бекотан Конрат (Кочкарева К. Г.) Коджамбакской волости Евпаторийского уезда числилось 2 двора с русским населением в количестве 20 человек приписных жителей и 18 — «посторонних», из которых 24 мужчины и 14 женщин. В имении числилось 790 десятин удобной земли. В хозяйстве имелось 48 лошадей, 30 волов, 10 коров и 600 голов мелкого скота. Согласно списку 1915 года «…русских подданных из австрийских, венгерских или германских выходцев» землевладельцев, опубликованном в газете «Таврические губернские ведомости» в апреле 1915 года, при деревне Бекотан-Конрад значились семья Штельваг: отец Иоганн Фридрихович владевшие 333 десятинами земли, его сын Иоганн — 23 дес..
После установления в Крыму Советской власти, по постановлению Крымревкома от 8 января 1921 года № 206 «Об изменении административных границ» была упразднена волостная система и село вошло в состав Бакальского района Евпаторийского уезда, а в 1922 году уезды получили название округов. 11 октября 1923 года, согласно постановлению ВЦИК, в административное деление Крымской АССР были внесены изменения, в результате которых округа были отменены, Бакальский район упразднён и село вошло в состав Евпаторийского района. Согласно Списку населённых пунктов Крымской АССР по Всесоюзной переписи 17 декабря 1926 года, в хуторе Бекотан-Конрат, Ак-Шеихского сельсовета Евпаторийского района, числилось 5 дворов, все крестьянские, население составляло 21 человек, из них 17 русских и 4 немца. После создания 15 сентября 1931 года Фрайдорфского (переименованного в 1944 году в Новосёловский) еврейского национального района Бек-Котан-Конрат включили в его состав. В январе 1935 года был выделен Ак-Шеихский район (переименованный указом ВС РСФСР № 621/6 от 14 декабря 1944 года в Раздольненский) и село включили в его состав.
С 25 июня 1946 года Бек-Котан-Конрат в составе Крымской области РСФСР. Указом Президиума Верховного Совета РСФСР от 18 мая 1948 года, Бек-Котан-Конрат объединили с Монаем и переименовали в Микулино. 26 апреля 1954 года Крымская область была передана из состава РСФСР в состав УССР.

## Бекотан-Конрат (немецкий)
Согласно энциклопедическому словарю «Немцы России» в 1905 году в немецком лютеранском селе Коджамбакской волости Евпаторийского уезда было 105 жителей. По Статистическому справочнику Таврической губернии. Ч.II-я. Статистический очерк, выпуск пятый Евпаторийский уезд, 1915 год, в имении Бекотан (Кочкарева О. Г.) Коджамбакской волости Евпаторийского уезда числилось 4 двора с русским населением в количестве 21 человека приписных жителей и 17 — «посторонних». Согласно Списку населённых пунктов Крымской АССР по Всесоюзной переписи 17 декабря 1926 года, в селе Бекотан-Конрат (немецкий), Ак-Шеихского сельсовета Евпаторийского района, числилось 13 дворов, все крестьянские, население составляло 63 человека, из них 47 немцев и 17 русских. Входило в состав Фрайдорфского района.
Впоследствии в документах встречаются, как посёлки под названиями Микулино 1-е и Микулино 2-е. К какому из прежних они относились, не ясно, но оба ликвидированы к 1968 году (согласно справочнику «Крымская область. Административно-территориальное деление на 1 января 1968 года» — в период с 1954 по 1968 годы, как посёлки Раздольненского поссовета).